# Андрющенко, Николай Фёдорович
Никола́й Фёдорович Андрю́щенко (род. 24 февраля 1931) — советский легкоатлет, специалист по прыжкам в длину. Выступал за сборную СССР по лёгкой атлетике в начале 1950-х годов, чемпион СССР, участник летних Олимпийских игр в Хельсинки.

## Биография
Николай Андрющенко родился 24 февраля 1931 года.
Занимался лёгкой атлетикой в Ростове-на-Дону. Окончил Ростовский институт инженеров железнодорожного транспорта.
Первого серьёзного успеха на всесоюзном уровне добился в сезоне 1951 года, когда с результатом 7,18 одержал победу в прыжках в длину на чемпионате СССР в Минске. В том же сезоне установил свой личный рекорд — 7,33 метра.
Благодаря череде удачных выступлений вошёл в состав советской сборной и удостоился права защищать честь страны на летних Олимпийских играх 1952 года в Хельсинки — на предварительном квалификационном этапе прыжков в длину показал результат 6,74 метра, чего оказалось недостаточно для выхода в финал.